# Móng rồng Phú Thọ
Móng rồng Phú Thọ (danh pháp: Artabotrys vietnamensis) là loài thực vật có hoa thuộc họ Na. Loài này được Nguyễn Tiến Bân mô tả khoa học đầu tiên năm 2000.